# ボルボ・XC60
XC60（Volvo XC60）はスウェーデンの自動車メーカー、ボルボ・カーズが製造・販売するSUVである。 

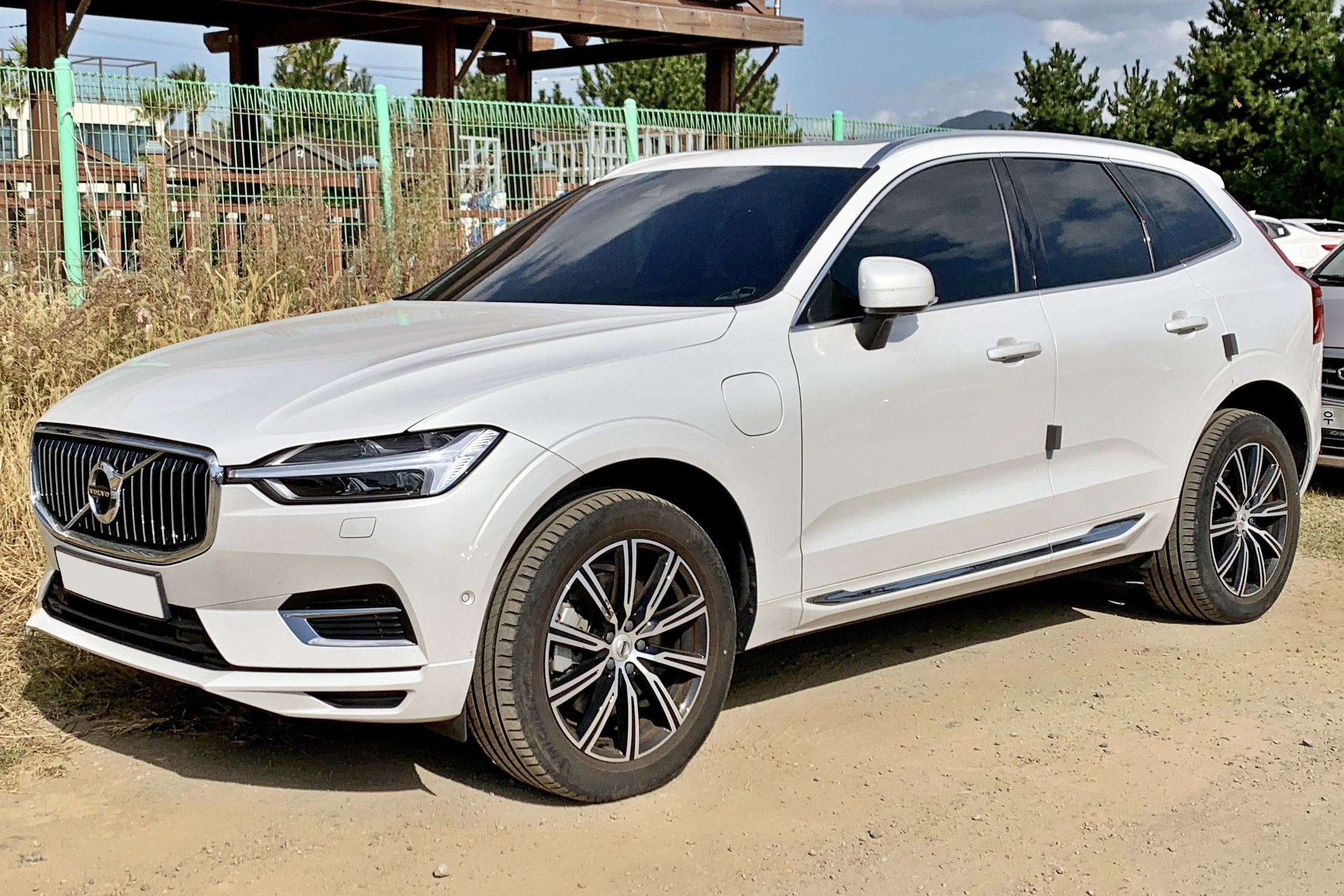
ボルボ XC60 Plug-in Hybrid

## 概要
2007年1月のデトロイトショーで公開されたコンセプトカー“XC60コンセプト”をルーツとし、2008年3月のジュネーブショーで量産仕様が発表されたボルボ初のコンパクトプレミアムSUVである。外観デザインはC70を手がけたチーフデザイナーのフェディ・タルスマによるものである。欧州では2008年秋に発売され、2009年末までに世界中で61,667台を販売し、ボルボの2009年度ベストセラーモデルとなる。生産はベルギー・ヘント工場。量産車世界初となる低速用衝突被害軽減ブレーキ「シティセーフティー」を標準装備したモデルで、日本市場への導入においては１年半もの時間をかけて、国土交通省を説得し関連法規を変更する必要があった。
日本においては2009年6月27日に受注を開始、8月29日に発売を開始し、同年年末までに約500台を販売。
2010年2月「R-DESIGN」のコンセプトを導入した6番目のモデルとして各部に専用部品を装備した「T6 R-DESIGN」を追加。

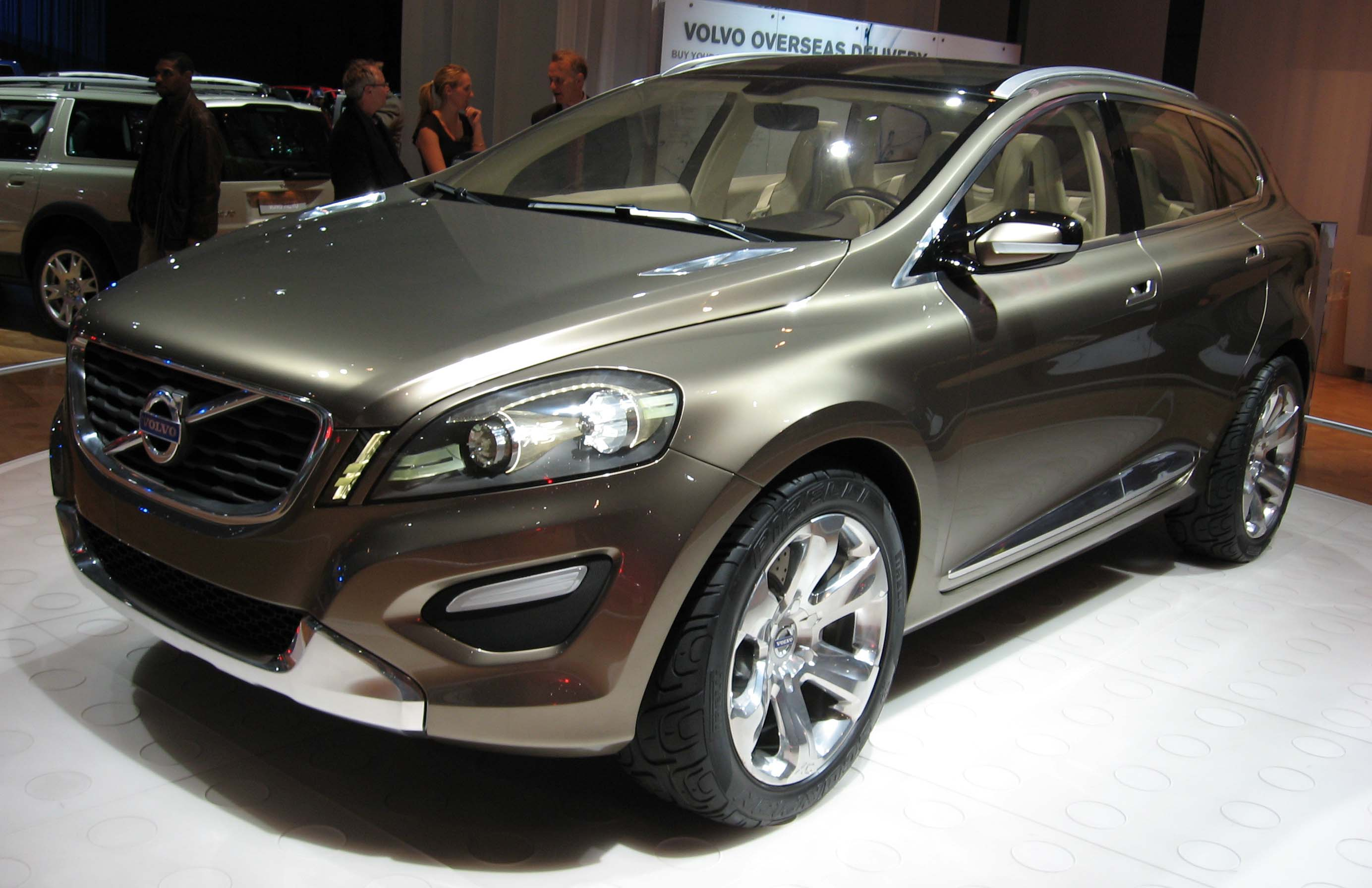
Volvo XC60 concept
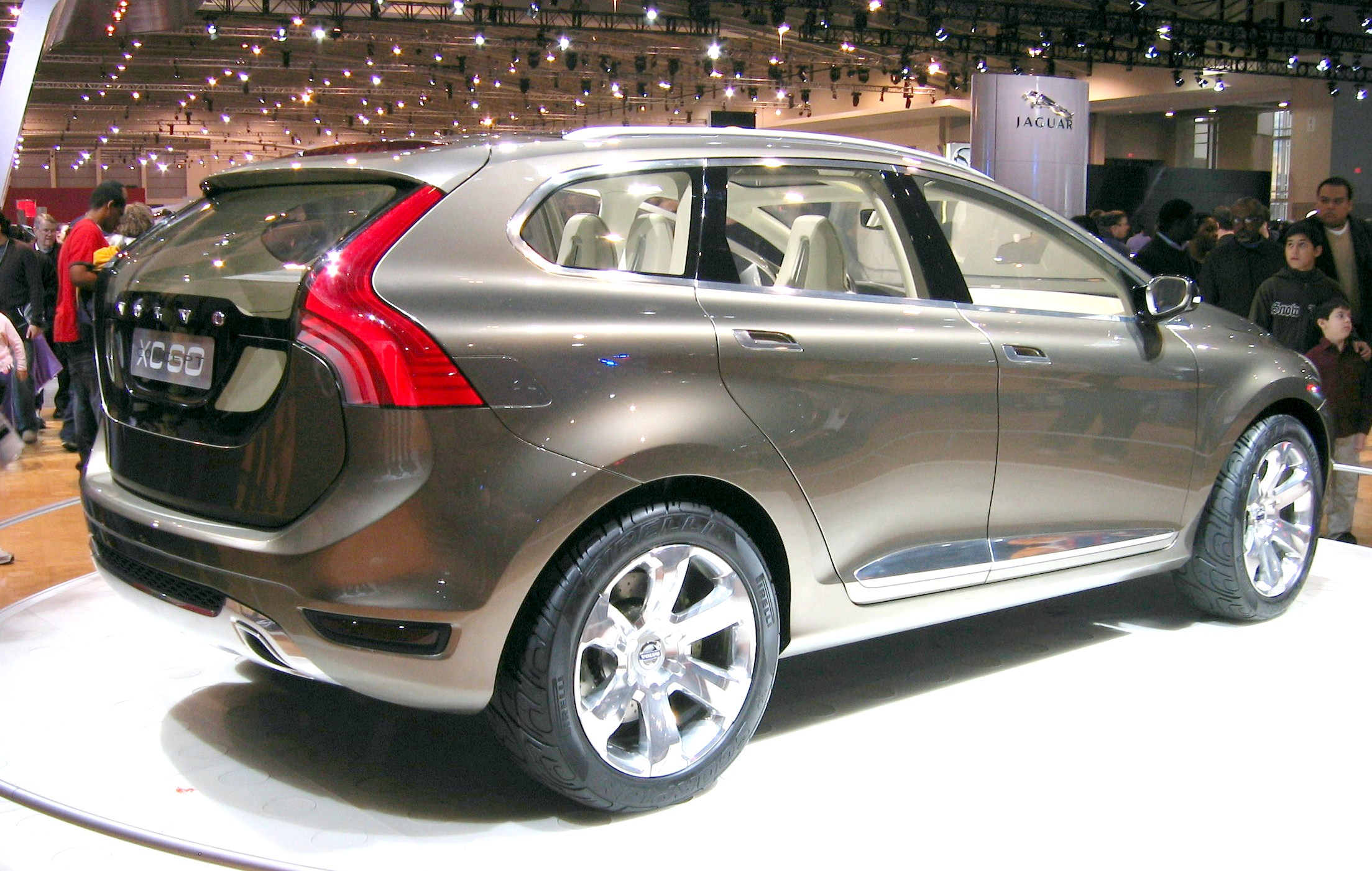
Volvo XC60 concept

## 初代（2009年-2017年）
全長4,645mmx全幅1,890mmx全高1,715mmと比較的コンパクトなため、プラットフォームはV50がベースのように見えるが、V70やXC70がベースである。ただし、ホイールベースはデザインバランスと運動性能を重視して2,775mmとなり、V70に比べると約40mm短縮されている。
同じSUVでもXC70がステーションワゴンベースであるのに対し、XC60は高めの全高とクーペとSUVを融合させたようなエクステリアを持つのが特徴である。また、インテリアに関しても他シリーズでおなじみの「フリーフローティングセンタースタック」などボルボならではのスカンジナビアテイストを表現したデザインと、自然素材などの採用による上質さを特徴とし、当時の兄弟車であるV60、S60同様、センタースタックをドライバー側に若干傾けることにより、ファミリー志向の強いボルボ車の中では、ドライバー志向を強めた性格を有していることを表現している。
パワートレーンに関しては2.4L・直列5気筒ディーゼルターボ(D5244T4)、(D5244T5)などディーゼルエンジン中心の設定だったが、当初日本仕様に選ばれたのは、3.0L・直列6気筒ターボエンジン(B6304T2)と電子制御式AWDを組み合わせた「T6 SE AWD」のみだった。のちに3.2L・直列6気筒ターボ(B6324S)や2.0L・直列5気筒ディーゼルターボ(D5244T16)などが追加され、2010年半ばにはディーゼル5種、ガソリン2種まで増えている。また直6エンジンは2011年モデルから若干パワーアップが図られている。
さらに2010年8月に新開発の高効率2.0L直列4気筒GTDi直噴ターボエンジン(B4204T)かつFFの「T5 SE」が日本市場に追加された。日本仕様のトランスミッションはT6に6AT、T5には6速デュアルクラッチトランスミッションが採用される。
4WD方式は、フルタイム4駆ではなく、スタンバイ式（オンデマンド）4駆を採用。メカニズムとして、前輪のスリップや、車速などを検知し、必要に応じて後輪に駆動力を配分する方式である。
装備はプレミアムSUVを標榜するだけにかなり充実していて電動パノラマ・ガラスサンルーフやHDDナビゲーションシステム、本皮革パワーシートなどを採用。
安全面ではESPやフロント&サイドエアバッグなどの安全装備のほか、ボルボ独自のBLISなどが装備され、さらに市街地走行時や渋滞時などの低速走行時（時速30km/h以下）における追突事故を劇的に減少させる、量産車世界初の低速用追突回避・軽減オートブレーキシステム「シティセーフティー」が標準で装備されている。
このほかにも、パークアシストカメラやサイドビューカメラなど装備し、細かな部分にも安全性を徹底させている。

### 日本での販売
2009年8月29日、販売開始。ターボ付き3.0L直列6気筒を搭載する「T6 SE AWD」のみの導入となる。
2010年2月12日、各部に専用部品を装備した「T6 R-DESIGN」を追加。
2010年8月6日、2.0L直列4気筒直噴ターボエンジンを搭載した「T5 SE」を8月下旬に発売すると発表。6速デュアルクラッチトランスミッションを組み合わせ、カタログ燃費は10.2km/L（10･15モード）を達成した。また、駆動方式は前輪駆動である。
2011年10月12日、特別仕様車「T5 オーシャンレースエディション」を2012年3月末まで限定で発売した。
2012年7月24日、特別限定車「オーシャンレース・エディション」を30台限定で販売を開始した。
2012年8月27日、特別仕様車「T5 R-DESIGN」を発売。2.0Lターボエンジンを搭載するFF車の「T5」をベースとし、Rデザイン専用のスポーツサスペンションや専用デザイン20インチアルミホイールなどを装備する。
2012年11月5日、T6エンジン（3.0L直列6気筒直噴ターボ、型式B6304T）の能力を向上させる専用エンジン・プログラム「ポールスター・パフォーマンス・パッケージ」を発売。
2013年8月27日、一部改良。ワイドなフロントグリルやバンパーのLEDポジションランプ、新形状のボンネットなどを採用しデザインを一新した。また、ボディー下部のカラーを黒からボディーカラーと同色に変更。安全装備も強化し、作動速度を30km/hから50km/hに引き上げた低速用追突回避・軽減オートブレーキシステム「シティセーフティ」、自転車を検知する「サイクリスト検知機能」を追加した「ヒューマンセーフティ」の2つを「セーフティパッケージ」としてオプション設定。また、「コーナートラクションコントロール」を標準装備した。
2013年10月25日、スポーティーグレード「T5 R-DESIGN」「T6 AWD R-DESIGN」を発売。専用デザインのフロントグリル、バンパー、アルミホイールなどを装備する。
2014年2月20日、一部改良。「T5」「T5 SE」「T5 R-DESIGN」に新開発の2.0L直列4気筒直噴ガソリンターボエンジンと8速ATを採用した。また、3.0L直列6気筒ターボエンジン搭載車は「T6 AWD」「T6 AWD SE」「T6 AWD R-DESIGN」の3グレードに見直した。
2014年10月1日、一部改良。これまでオプション設定だった装備にリアビューカメラを加えた全10種類の安全装備・運転支援機能を「IntelliSafe10」として標準装備した。
2015年4月8日、特別仕様車「ラグジュアリーエディション」を設定。
2015年7月23日、2.0L直列4気筒ディーゼルターボエンジン「D4」搭載モデルの導入を発表。同日に販売を開始した。アイシンAW（現:アイシン）製の8速ATを組み合わせ、「D4」「D4 SE」「D4 R-DESIGN」の3グレードを展開する。
2016年8月23日、「D4 Classic」「T5 AWD Classic」の販売を開始。

## 2代目（2017年-）
2017年3月、『サロン・アンテルナショナル・ド・ロト（通称：ジュネーヴ・モーターショー）』で発表された。新世代のSPA（Scalable Product Architecture）プラットフォームを導入したミドルサイズSUVである。全長:4,690mm／全幅:1,900mm／全高:1,660mm。先代に比べ全長が45mm、全幅が10mm大きくなり、全高は55mm低くなっている。
特徴的なトールハンマー型LEDデイタイム・ランニング・ライト及びテールゲートに回り込んだリアライトが新世代ボルボのデザインを強く印象している。
パワートレーンに関しては、全モデル軽量、コンパクトに設計された2.0L直4エンジン搭載になっている。Drive-E2.0Ｌクリーンディーゼルターボエンジン(D4204T)は、革新技術「i-ART」を採用し最適な燃料噴射で燃費性能と環境負荷の低減を実現。「D4 AWD」は最高出力140kW(190ps)、最大トルクは400Nm(40.8kgm)を発生する。
Drive-Eガソリンターボエンジン(B420)は、2.0Lガソリンターボエンジンを搭載した｢T5 AWDモメンタム｣は最高出力187kW(254ps)、最大トルク350Nm(35.7kgm)を、2.0Lスーパーチャージャー&ターボエンジンを搭載した｢T6 AWD Rデザイン｣は最高出力235kW(320ps)、最大トルク400Nm(40.8kgm)を、プラグインハイブリッドの2.0Lスーパーチャージャー&ターボエンジン搭載した｢T8 Twin Engine AWD｣は最高出力233kW(318ps)、最大トルク400Nm(40.8kgm)をそれぞれ発生する。いずれのエンジンにも最新の環境適合技術を取り入れている。
安全装備は、新たにインターセクション・サポート（右折時対向車検知機能）、大型動物検知機能（夜間含む）ランオフロード・ミティゲーション（道路逸脱回避支援システム）、ランオフロード・プロテクション （道路逸脱事故時保護機能）を含む16種類以上の先進安全技術を全モデルに標準装備、レベル2（部分自動運転）の自動運転車技術を実現している。
受賞歴
- ユーロNCAP2017「テストイン・クラス・セーフティー・アワード」（2017年11月）
- 英国カー・テクノロジー・ブランド2018（2017年11月）
- 英国セイフティ・テクノロジー2018（2017年11月）
- 第38回 日本カー・オブ・ザ・イヤー2017-2018（2017年12月）[20]
- 北米SUV・オブ・ザ・イヤー2018（2018年1月）[21]
- 英国カー・オブ・ザ・イヤー2018（2018年2月）
- ワールド・カー・オブザイヤー2018（2018年3月）[22]

### 日本での販売
2017年10月16日、2代目を発表し、販売が開始された。グレードは2.0L4気筒直噴ターボガソリンエンジンを搭載する「T5 AWD Momentum」「T5 AWD Inscpriton」、2.0L4気筒直噴ターボスーパーチャージャーガソリンエンジンを搭載する「T6 AWD R-DESIGN」、2.0L4気筒ディーゼルエンジンを搭載する「D4 AWD Momentum」「D4 AWD R-DESIGN」「D4 AWD Inscpriton」、2.0L4気筒直噴ターボスーパーチャージャーガソリンエンジンと電気モーターを組み合わせたプラグインハイブリッドモデル「T8 Twin Engine AWD Inscpriton」の4種類、7タイプ。
2018年8月15日、一部仕様と一部モデルの価格を変更。
2019年3月27日、一部仕様と価格を変更。
2020年4月23日、48Vハイブリッドモデル「B5 AWD Momentum」「B5 AWD Inscription」を追加し発売。2.0L4気筒直噴ターボガソリンエンジンに184kW(250ps)を発揮するモーターを組み合わせている。
| モデル                                                | 販売期間    | エンジン | エンジン | エンジン                                     | エンジン                    | エンジン                      | モーター                | モーター                                | モーター                                        |
| モデル                                                | 販売期間    | 型式     | 排気量   | エンジン                                     | 最高出力                    | 最大トルク                    | 形式/種類               | 最高出力                                | 最大トルク                                      |
| ----------------------------------------------------- | ----------- | -------- | -------- | -------------------------------------------- | --------------------------- | ----------------------------- | ----------------------- | --------------------------------------- | ----------------------------------------------- |
| B5 AWD Momentum                                       | 2020年4月-  | B420T2   | 1,968cc  | 直列4気筒DOHCターボ                          | 184kW(250PS)/5,400-5,700rpm | 350Nm(35.7kgm)/1,800-4,800rpm | 3330/交流同期電動機     | 10kW(13PS)/3,000rpm                     | 40Nm(4.0kgm)/2,250rpm                           |
| B5 AWD Inscription                                    | 2020年4月-  | B420T2   | 1,968cc  | 直列4気筒DOHCターボ                          | 184kW(250PS)/5,400-5,700rpm | 350Nm(35.7kgm)/1,800-4,800rpm | 3330/交流同期電動機     | 10kW(13PS)/3,000rpm                     | 40Nm(4.0kgm)/2,250rpm                           |
| B6 AWD R-Design                                       | 2020年8月-  | B420T    | 1,968cc  | 直列4気筒DOHCターボ&電動スーパーチャージャー | 220kW(300PS)/5,400rpm       | 420Nm(42.8kgm)/2,100-4,800rpm | 3330/交流同期電動機     | 10kW(13PS)/3,000rpm                     | 40Nm(4.0kgm)/2,250rpm                           |
| Recharge Plug-in hybrid T8 AWD Inscription Expression | 2020年8月-  | B420     | 1,968cc  | 直列4気筒DOHCターボ&スーパーチャージャー     | 233kW(318PS)/6,000rpm       | 400Nm(40.8kgm)/2,200-5,400rpm | T28, AD2/交流同期電動機 | 34kW(46PS)/2,500rpm 65kW(88PS)/7,000rpm | 160Nm(16.3kgm)/2,500rpm 240Nm(24.4kgm)/3,000rpm |
| Recharge Plug-in hybrid T8 AWD Inscription            | 2020年8月-  | B420     | 1,968cc  | 直列4気筒DOHCターボ&スーパーチャージャー     | 233kW(318PS)/6,000rpm       | 400Nm(40.8kgm)/2,200-5,400rpm | T28, AD2/交流同期電動機 | 34kW(46PS)/2,500rpm 65kW(88PS)/7,000rpm | 160Nm(16.3kgm)/2,500rpm 240Nm(24.4kgm)/3,000rpm |
| T8 Polestar Engineered                                | 2020年11月- | B420     | 1,968cc  | 直列4気筒DOHCターボ&スーパーチャージャー     | 245kW(333PS)/6,000rpm       | 430Nm(43.8kgm)/4,500rpm       | T39, AD2/交流同期電動機 | 34kW(46PS)/2,500rpm 65kW(88PS)/7,000rpm | 160Nm(16.3kgm)/2,500rpm 240Nm(24.4kgm)/3,000rpm |